# Колісна пара

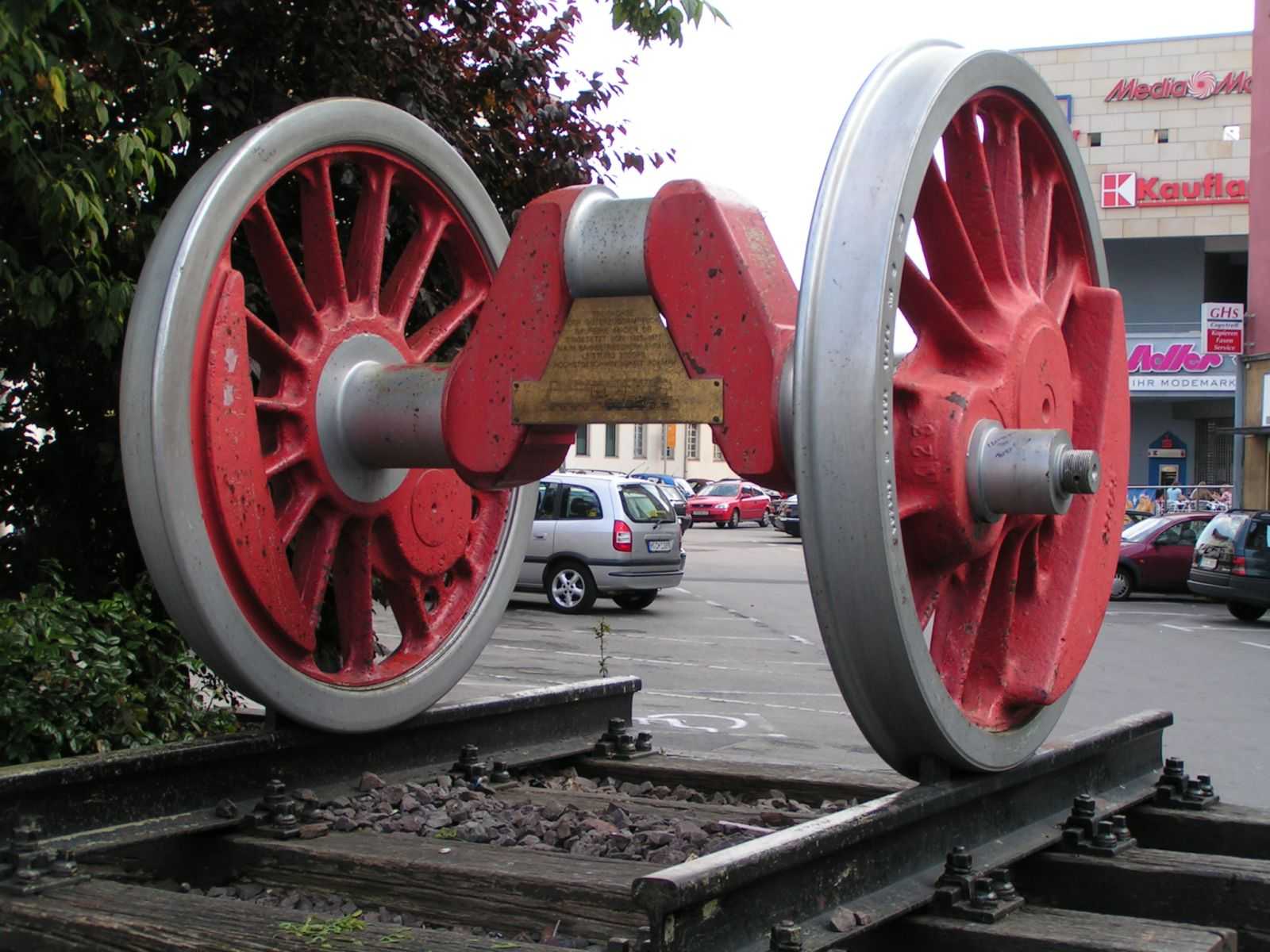
Колісна пара залізничного локомотива, встановлена як монумент у Трірі, Німеччина. Залізничні колеса мають виступи — реборди

Колісна пара (рос. колесная пара, англ. wheeled pair, нім. Radpaar n) — елемент локомотива чи вагона, який складається з двох коліс, напресованих на вісь. Колісна пара — основний елемент залізничних візків локомотива і вагона. Вона сприймає навантаження від надресорної частини локомотива (вагона) і передає її на рейки. У локомотивів колісна пара має шестірні, через які передається тягове зусилля.
Комплект колісних пар паровоза, вагона називають скатом.
У колісної пари відсутній диференціал, тому для забезпечення необхідного для повороту диференціювання зовнішніх і внутрішніх коліс профіль залізничного колеса має форму зрізаного конуса: при повороті внутрішні колеса котяться по рейці ділянкою меншого діаметру, отже, проходять при однаковому із зовнішніми колесами числом обертів менший шлях. Зміщення залізничного колеса від серединного положення до ділянки найбільшого чи найменшого діаметру становить близько 3 см.

## Види колісних пар
- Рушійні — колісні пари, на які безпосередньо передається тягове зусилля від двигунів локомотива.
- Підтримувальні — колісні пари, на які не передаються тягові зусилля від тягових двигунів, розташовані позаду рушійних.
- Бігункові чи бігунки — колісні пари, на які не передаються тягові зусилля від тягових двигунів, розташовані попереду рушійних.

## Галерея

Колісні пари
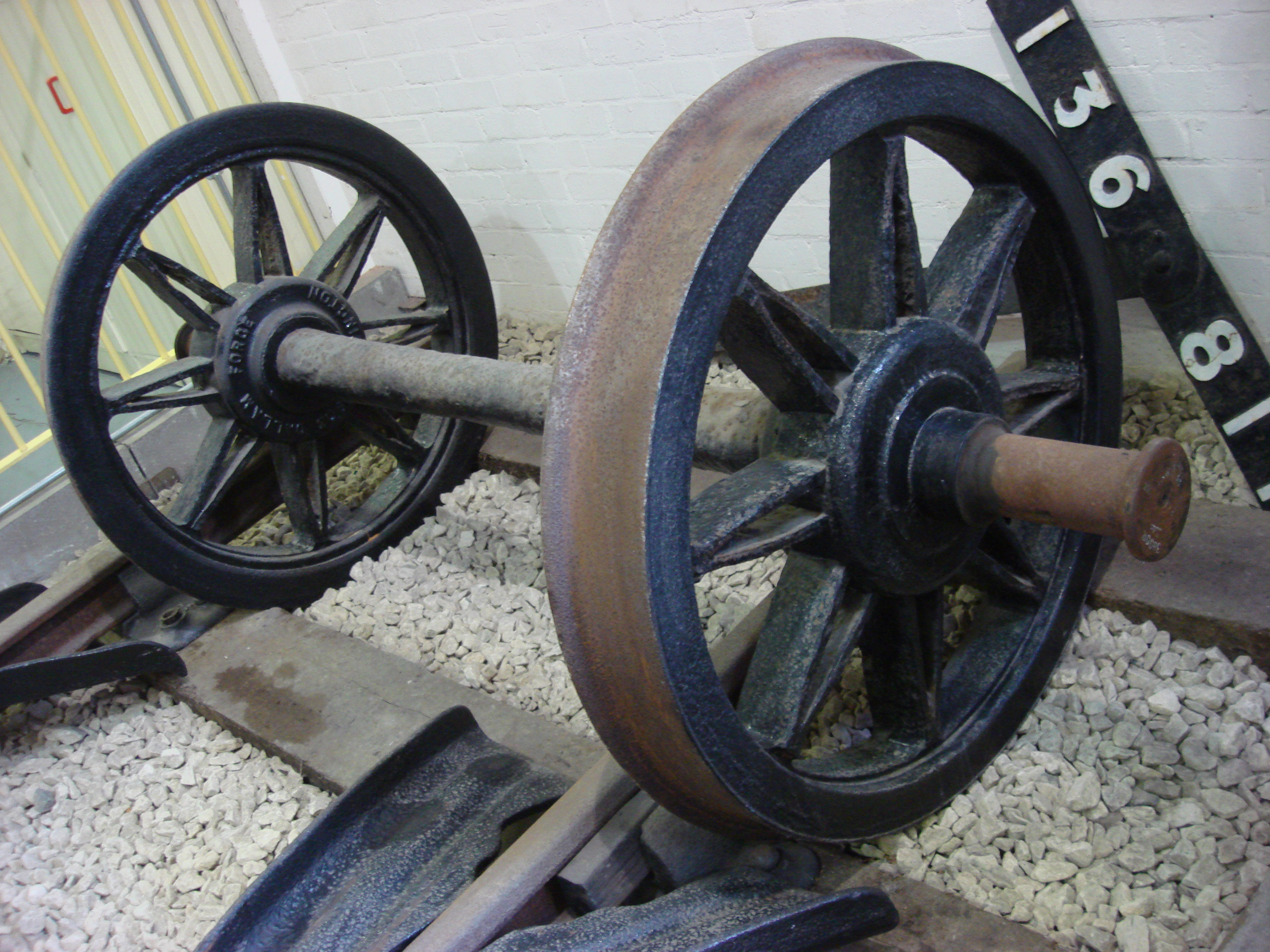
Колісна пара з вагона Великої Західної залізниці en[en] (вигляд вальниць ковзання)
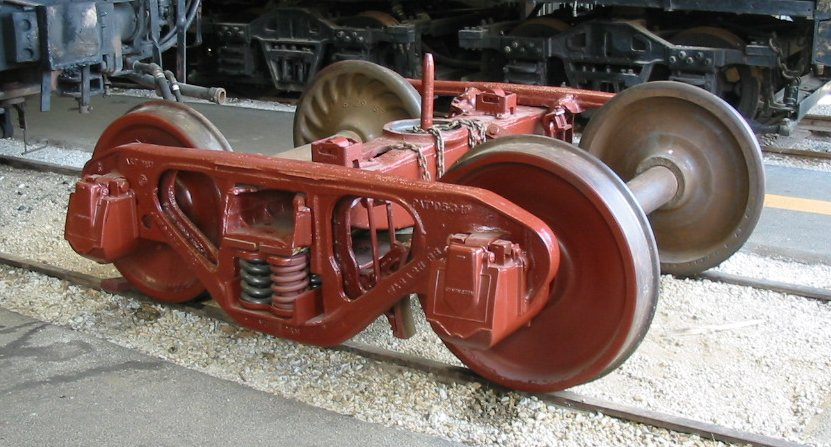
Дві колісні пари з буксами колісного візка північноамериканського стилю у Залізничному музеї в Іллінойсі (за 55 миль (89 км) на північний захід від центру Чикаго)
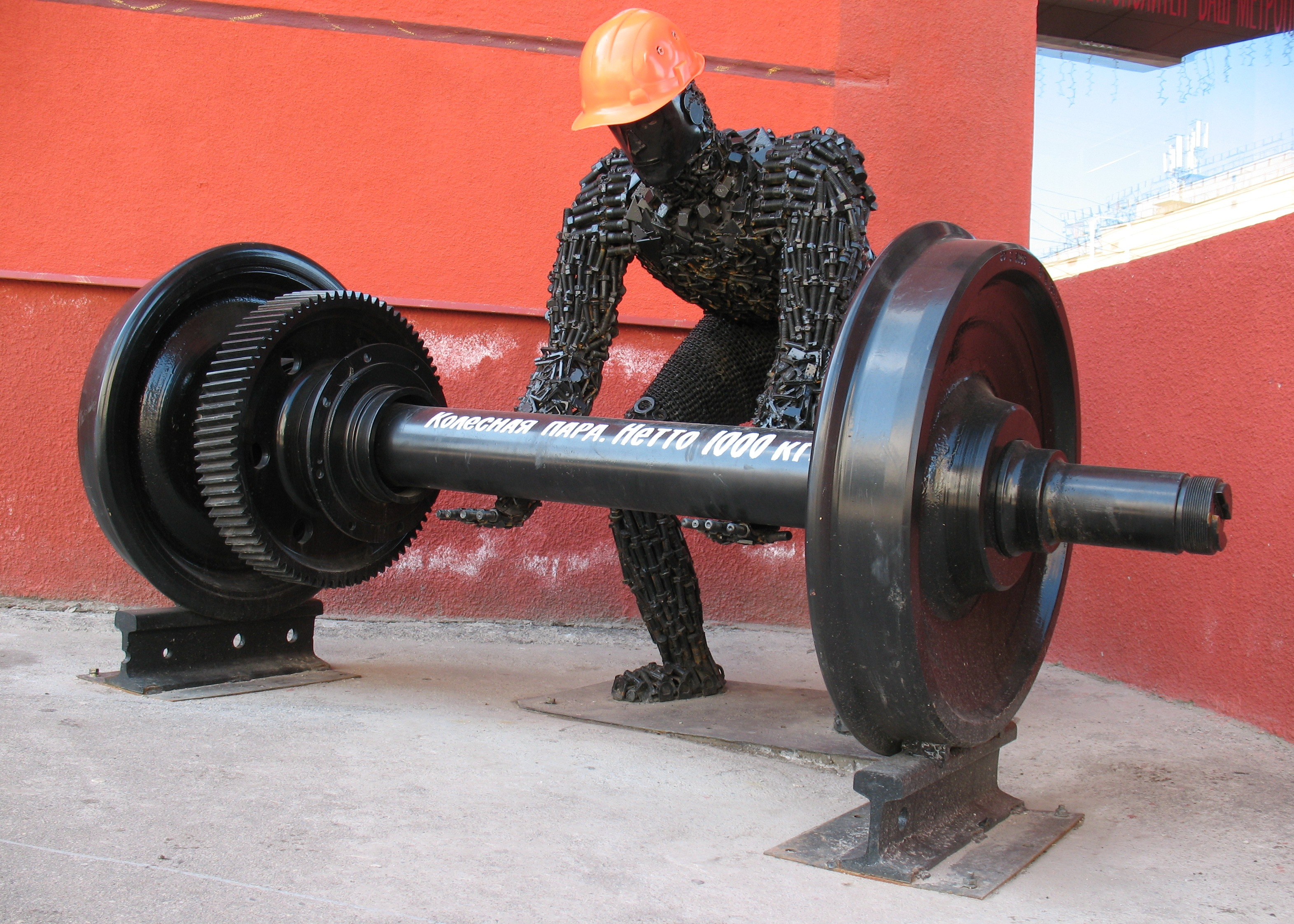
Колісна пара-пам'ятник у Харкові
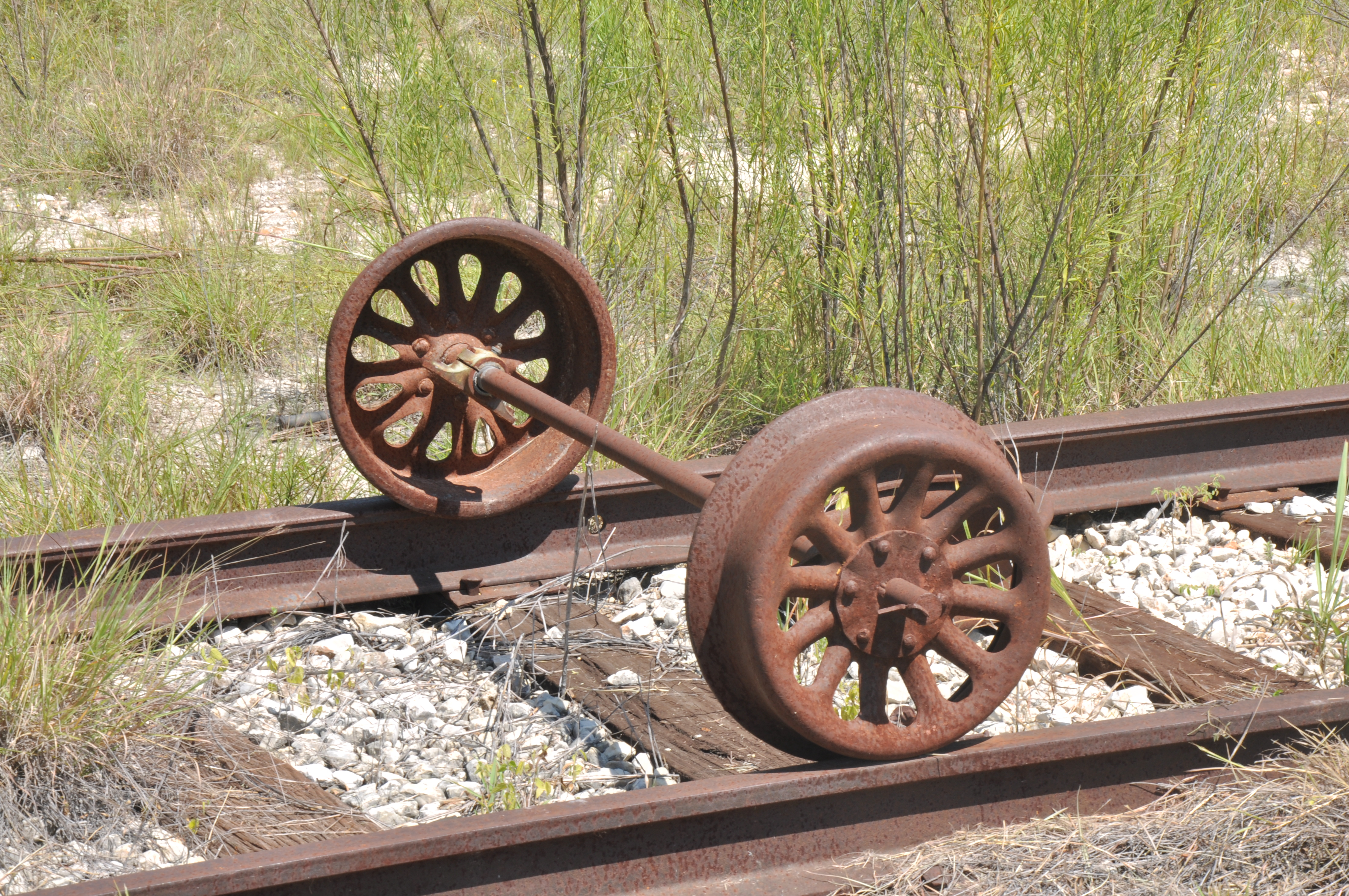
У Техаському музеї транспорту